# Међународни дан особа са инвалидитетом
Међународни дан особа са инвалидитетом је међународно обележавање које Уједињене нације промовишу од 1992. године. Обележава се широм планете са различитим степеном успеха, али заједничким циљем, а он је промовисање разумевања питања инвалидности и мобилизацију подршке достојанству, правима и благостању особа са инвалидитетом. Такође се настоји повећати свест о предностима који се могу добити из интеграције особа са инвалидитетом у свим аспектима политичког, социјалног, економског и културног живота.

## Историја

### Међународна година особа са инвалидитетом 1981.
Генерална скупштина Организације уједињених нација je 1976. године 1981. прогласила Међународном годином особа са инвалидитетом. Захтевала је план акције на националном, регионалном и међународном нивоу, са нагласком на изједначавању могућности, рехабилитацији и превенцији инвалидитета.
Тема Међународне године особа са инвалидитетом била је „Потпуно учешће и једнакост“, дефинисано као право особа са инвалидитетом да у потпуности учествују у животу и развоју својих друштава, уживају услове живота једнаке условима осталих грађана и имају једнак удео у побољшаним услови који проистичу из друштвено-економског развоја.

### Декада деце Уједињених нација са инвалидитетом 1983–1992.
Генерална скупштина прогласила је 1983–1992. декадом деце Уједињених нација са инвалидитетом, како би обезбедила временски оквир током ког би владе и организације могле да спроведу активности препоручене у Светском програму акције.

### Теме из претходних година
Влада Уједињеног Краљевства увела је 2012. године обавезни рад за особе са инвалидитетом које су примале социјалне бенефиције како би „побољшали шансе особа са инвалидитетом да се запосле. Оснивач центра Сузан Арчибалд изјавио је да је обавезно запошљавање особа са инвалидитетом кршење члана 27/2 Конвенције Уједињених нација о правима особа са инвалидитетом. The Guardian je приметио да од овог дана Уједињених нација, па надаље, влада Уједињеног Краљевства може бити приморана да ради бесплатно или у супротном могу да ризикују да им се одузме и до 70% њихове социјалне бенефиције.
Програм је, такође, покренут 3. децембра у Индији како би служио заједници различитих способности у Приступачној индијској кампањи, према члану 9 Конвенције Уједињених нација о правима особа са инвалидитетом.